# Lutzomyia pinottii
Lutzomyia pinottii är en tvåvingeart som först beskrevs av Damasceno R. G., Arouck R. 1956.  Lutzomyia pinottii ingår i släktet Lutzomyia och familjen fjärilsmyggor. Inga underarter finns listade i Catalogue of Life.